# Alastyn

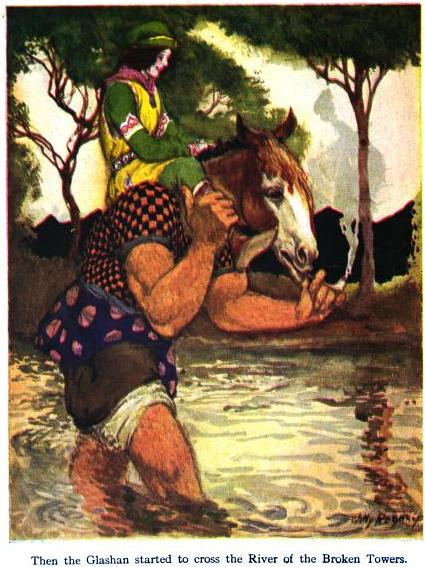
Le Glashtyn (Glashan dans le texte) transportant le fils du roi d'Irlande à travers le fleuve.

L’Alastyn, aussi connu sous les noms de Glashtyn et de Cabyll-ushtey, est, dans le folklore de l'île de Man, une créature humanoïde qui sort régulièrement de l'eau et peut prendre l'apparence d'un poulain gris. Il ne sort que la nuit. Sous sa forme humaine, il apparait comme un très beau jeune homme avec des yeux brillants, une peau sombre et des cheveux bouclés. Il ne peut être distingué des êtres humains que par ses oreilles, qui restent pointues comme celles d'un cheval.

## Étymologie
Sur l'île de Man, on le connaît sous les noms d’Alastyn, Glashtyn ou de Cabyll-ushtey qui se traduit littéralement par « cheval aquatique » en gaélique local.

## Mythologie
Une légende typique mettant en scène un Glashtyn est celle de cette jeune fille que son père laissa seule dans son chalet en partant au marché pour vendre son poisson. Il lui dit de garder la porte et de ne pas l'ouvrir avant d'avoir entendu frapper trois fois. Elle ne s'inquiéta pas du tout au début mais lorsqu'une grande tempête se leva, et voyant que son père ne revenait pas, elle commença à angoisser. Il était déjà tard dans la nuit lorsqu'elle entendit les trois coups sur la porte. Elle courut pour l'ouvrir mais un c'est un inconnu trempé par l'orage qui entra. Il parlait une langue étrangère en s'accompagnant de grands gestes et demanda l'autorisation de se réchauffer près du feu. Il ne mangea rien de ce que la jeune fille lui offrit mais fixa le feu et finit par s'endormir. Bientôt, la jeune fille attisa le feu jusqu'à ce qu'il soit assez vif pour qu'elle puisse voir les oreilles de l'étranger. Elle sut alors que son invité était un terrible Glashtyn qui pourrait à tout moment prendre la forme d'un cheval, l'emporter jusqu'à la mer et la dévorer. Seul le chant du coq avait le pouvoir de le faire partir. Elle attendit la plus grande partie de la nuit jusqu'à ce qu'un grésillement du feu réveille l'étranger. Il s'assit et sortit un superbe collier de perles de sa poche, qu'il fit miroiter devant la fille en l'invitant à sortir avec lui, mais celle-ci fit un bond de côté au moment où le Glashtyn chercha à s'emparer d'elle, puis cria haut et fort et son petit coq rouge se réveilla en pensant que c'était l'aube. Le Glashtyn se précipita vers la porte jusqu'à la mer, et elle entendit le bruit de ses sabots comme s'il galopait le plus loin possible. Lentement, la lumière du jour apparut, la tempête se calma et la jeune fille entendit son père rentrer à la maison.
L'Alastyn dérobe du bétail et parfois des gens afin de les emporter et les noyer dans les lacs ou la mer. Il apparait dans quelques récits folkloriques, mais il est généralement considéré comme moins dangereux que son pendant Écossais, le Kelpie.

## Origine
Tous les chevaux ondins comme l'Alastyn semblent liés à l'ancien culte de l'eau transmis dans les contes et légendes populaires, comme tous les esprits de l'eau de manière générale. La large diffusion de ces contes et les similitudes entre les différents esprits des eaux accrédite cette thèse. L'eau est par nature dualiste et nos ancêtres savaient qu'elle pouvait donner la vie comme la mort, cette double nature transparait dans tous les contes et légendes mettant en scène des esprits des eaux.
Une autre origine possible serait de véritables rencontres avec des créatures aquatiques dans des logements isolés proches dans les grands lacs durant la nuit, qui auraient donné lieu à des interprétations magiques.